# 176
Римська імперія •  Парфянське царство •  Кушанське царство •  Східна Хань •  Сармати

## Геополітична ситуація
У Римській імперії восьмий рік одноосібно править Марк Аврелій (до 180). Імперія  займає Апеннінський, Піренейський та Балканський півострови, Галлію, частину Британії, Близький Схід, Північну Африку включно з Єгиптом. В імперії лютує чума Антоніна. Пограничні області перебувають під натиском германців.
Наймогутніша держава центральної Азії — Парфянське царство. Наймогутніша держава Індостану — Кушанське царство. Династія Хань править у Китаї.  Корейський півострів ділять між собою Три корейські держави. 
Триває докласичний період цивілізації мая.
На території майбутньої України, в степах Причорномор'я, кочують сармати, північніше — племена Черняхівської культури. В районі Карпат мешкали племена липицької культури.

## Події
- Консулами у Римі були Тіт Помпоній Прокул Вітразій Полліон та Марк Флавій Апр.
- Римський імператор  Марк Аврелій відвідав Єгипет, Сирію, де нещодавно відбувся заколот, побував на Елівсинських містеріях в Афінах.
- Восени Марк Аврелій із сином Коммодом повернулися до Рима. На їхню честь влаштовано тріумф. Ймовірно, саме з цієї нагоди зведено колону Траяна.
- Марк Аврелій призначив Коммода головнокомандувачем.

## Померли
- Фаустіна Молодша — римська імператриця. (рік приблизний)